# Samtgemeinde Tostedt
Samtgemeinde Tostedt – gmina zbiorowa położona w niemieckim kraju związkowym Dolna Saksonia, w powiecie Harburg. Siedziba administracji gminy zbiorowej znajduje się w miejscowości Tostedt.

## Położenie geograficzne
Samtgemeinde Tostedt jest położona w północno-zachodniej części Pustaci Lüneburskiej ok. 40 km na południowy zachód od Hamburga. Jest jednocześnie południowo-zachodnią granicą powiatu Harburg z powiatem Rotenburg (Wümme) i częścią południowej granicy z powiatem Heidekreis. Od północy graniczy z gminą zbiorową Samtgemeinde Hollenstedt, od północnego wschodu z Buchholz in der Nordheide, i od zachodu z gminą zbiorową Samtgemeinde Hanstedt. W gminie występują wrzosowiska Pustaci Lüneburskiej, płynie przez nią z południa na północ rzeczka Este w jej górnym biegu. Przez południowo-zachodni teren gminy płynie rzeka Wümme ze wschodu na zachód. Teren gminy jest pagórkowaty, porośnięty lasami, wrzosowiskami i terenami bagiennymi.

## Podział administracyjny
Gminy należące do gminy zbiorowej Tostedt:
1. Dohren
2. Handeloh
3. Heidenau
4. Kakenstorf
5. Königsmoor
6. Otter
7. Tostedt
8. Welle
9. Wistedt

## Współpraca
- Lubaczów, Polska od 1992
- Morlaàs, Francja od 1989